# Joost Herman van Schaumburg
Joost Herman van Schaumburg (Slot Gemen, 24 september 1593 - Bückeburg, 5 november 1635) was heer van Gemen vanaf 1607 en graaf van Schaumburg en Holstein-Pinneberg van 1622 tot zijn dood 1635. Hij was een zoon van Hendrik V van Schaumburg en Mechteld van Limburg Stirum.